# Knox County, Texas
Knox County är ett administrativt område i delstaten Texas, USA. År 2010 hade county 3 719 invånare (2010). Den administrativa huvudorten (county seat) är Benjamin.  

## Geografi
Enligt United States Census Bureau har countyt en total area på 2 214 km². 2 199 km² av den arean är land och 16 km² är vatten.

### Angränsande countyn
- Foard County - norr
- Baylor County - öster
- Haskell County - söder
- King County - väster